# Front Nacional Identitari

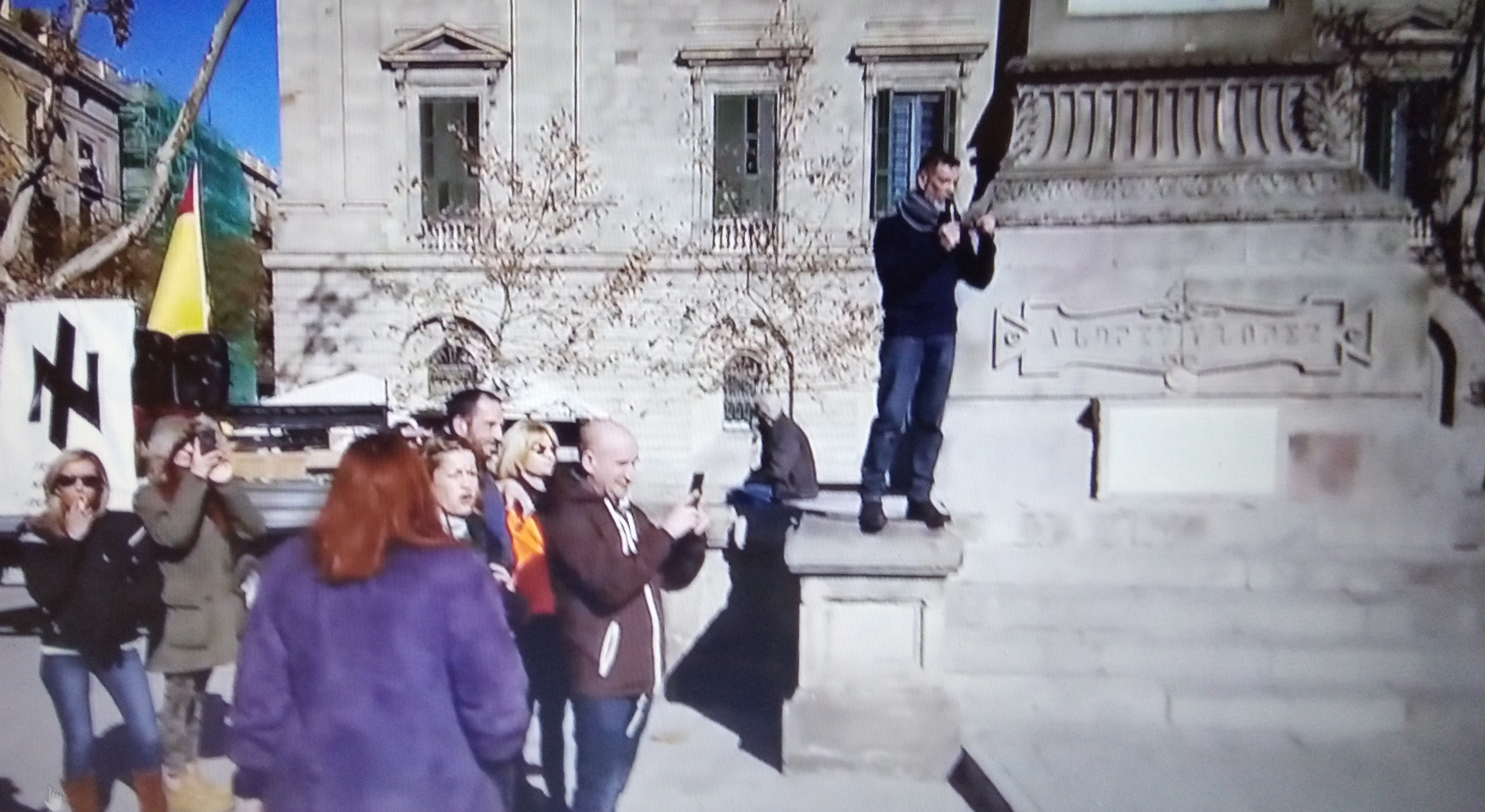
Membres del Front Nacional Identitari - Recuperemos España es manifesten a Barcelona el 26 de gener 2019 commemorant l'entrada de les tropes franquistes a Barcelona, el 1939, usant el símbol Wolfsangel.

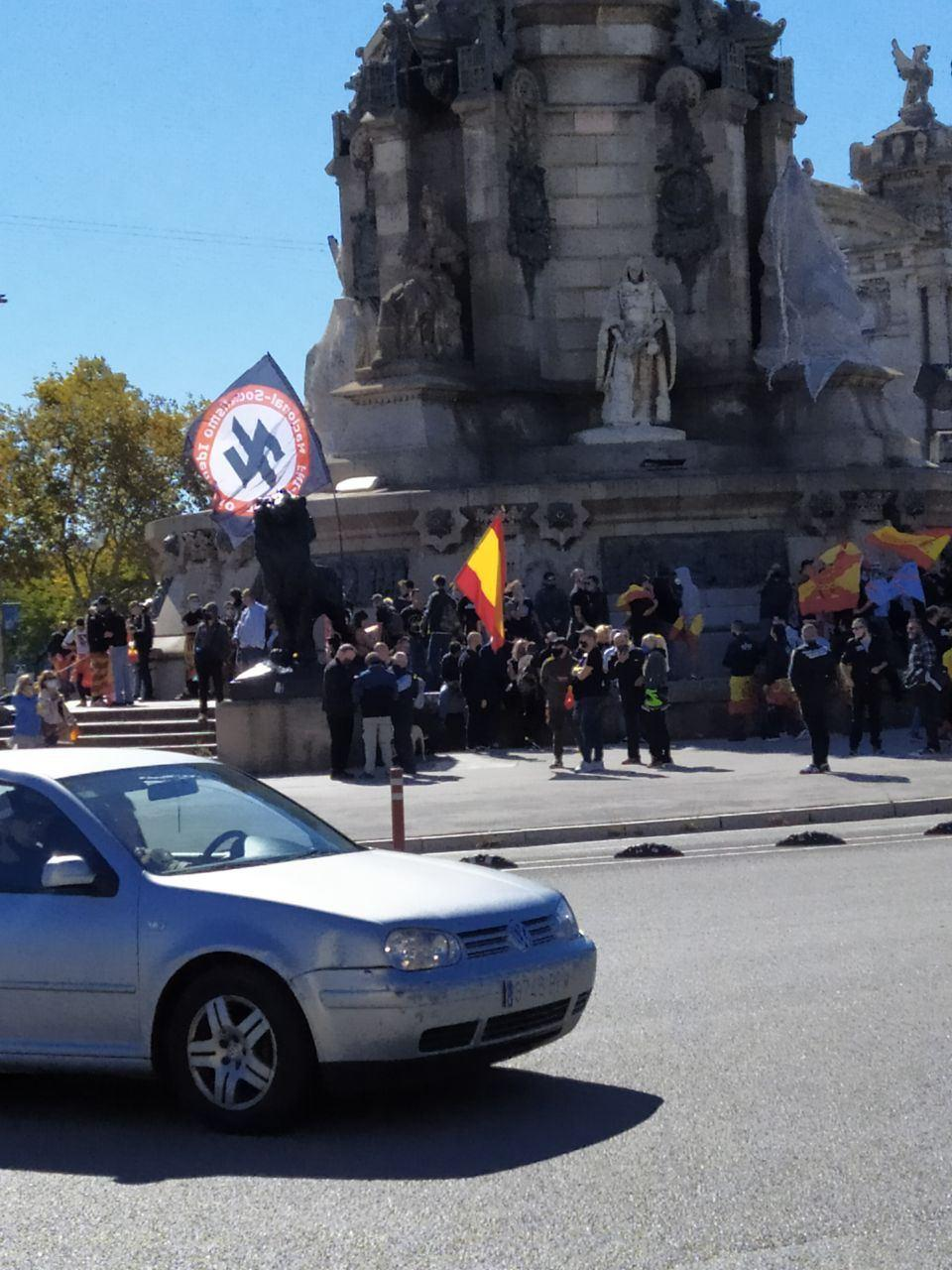
Concentració neonazi al monument a Colom de Barcelona usant el símbol Wolfsangel que usa el Front Nacional Identitari 12-10-20, amb la concentració de VOX a l'altre costat del monument

El Front Nacional Identitari – Recuperem Espanya (FNI) és un grupuscle neonazi que té estatus de partit polític. A Barcelona té com una de les portaveus a Natàlia Sánchez. El president és l'exmilitar José Alberto Pérez Molina. Està vinculat al partit d'ultra dreta Democràcia Nacional, relacionat amb altres grups i grupuscles ultranacionalistes d'extrema dreta. En els seus mitjans fa apologia del nacionalsocialisme i de la xenofòbia, i de l'espanyolitat històrica de Catalunya.
Manuel Murillo, que es va conèixer per alguns mitjans com el franctirador que volia assassinar al president del govern espanyol Pedro Sanchez per voler exhumar les restes del dictador espanyol Franco del Valle de los Caídos, es mostrà simpatitzant.
El seu programa-ideari inclou propostes xenòfobes -només el fill de dos espanyols pot ser espanyol, denegació d'ajuts socials a no espanyols, passat un temps des de la primera prestació, expulsió dels ciutadans 'no-espanyols' si Espanya no té prou recursos per atendre els ciutadans de ple dret-, de dissolució dels parlaments autonòmics, no discriminació positiva a les dones i minories, la sortida d'Espanya de la Unió Europea, que el 70% dels productes venuts en qualsevol establiment en territori espanyol, siguin per llei, producte d'Espanya-. També la nacionalització de les indústries 'sectorials' (que tinguin la condició d'obligat consum pels ciutadans), l'anul·lació dels fons de pensions privats, la nacionalització de terres agrícoles que no estiguin en explotació pel sosteniment de 'la nostra població basat en el consum intern'. El partit accepta la llibertat de culte quan les denominacions religioses no s'oposin als sentits morals de la història hispànica, i amb restriccions a les ajudes públiques.
Josep Anglada, exlíder de Plataforma per Catalunya, és un dels promotors. En els seus actes i manifestacions, el grup usa el símbol Wolfsangel, també usat la primera meitat del segle XX pel Partit Nacional Socialista Alemany, i prohibit a Alemanya com a símbol polític. Aquest símbol es relaciona amb altres senyals i runes que usen també altres grups d'ultra dreta.
Dos membres del FNI van ser detinguts en una concentració a Barcelona convocada pel partit d’ultradreta VOX, el dia de la Constitució de 2020, per possible delicte d’odi, exaltació del feixisme, i almenys un d’ells per incomplir l’ordre de participar en concentracions públiques per anteriors agressions a periodistes i persones d’ideologia oposada.